# Bedford (Ohio)
Bedford es una ciudad ubicada en el condado de Cuyahoga en el estado estadounidense de Ohio. En el Censo de 2010 tenía una población de 13074 habitantes y una densidad poblacional de 934,97 personas por km².

## Geografía
Bedford se encuentra ubicada en las coordenadas 41°23′29″N 81°32′8″O / 41.39139, -81.53556. Según la Oficina del Censo de los Estados Unidos, Bedford tiene una superficie total de 13.98 km², de la cual 13.86 km² corresponden a tierra firme y (0.89%) 0.12 km² es agua.

## Demografía
Según el censo de 2010, había 13074 personas residiendo en Bedford. La densidad de población era de 934,97 hab./km². De los 13074 habitantes, Bedford estaba compuesto por el 53.93% blancos, el 41.91% eran afroamericanos, el 0.18% eran amerindios, el 0.88% eran asiáticos, el 0% eran isleños del Pacífico, el 0.63% eran de otras razas y el 2.46% pertenecían a dos o más razas. Del total de la población el 1.96% eran hispanos o latinos de cualquier raza.